# Szerényi Ferdinánd
Szerényi Ferdinánd (Pozsony, 1886. október 15. – Pozsony, 1938. május 23.) pedagógiai író, lapszerkesztő.

## Élete
A család Srnecről magyarosított Szerényire.
1904-ben érettségizett Kassán, majd 1909-ben Budapesten földrajz–természetrajz szakos tanári oklevelet szerzett. 1919-ig Miskolcon tanított.
1919 után előbb Ausztriába, azután Csehszlovákiába költözött. 1921–1931 között Ungvárott a ruszin gimnáziumban, 1931 szeptemberétől a Pozsonyi Csehszlovák Tanítóképző Intézet magyar tagozatának igazgatója lett. A magyar tagozat önállósodása után szlovák igazgatót neveztek ki, őt pedig 1934. február 1-én áthelyezték a magyar reálgimnáziumba.
Öreg cserkészként gyakran kirándult diákjaival. A Csehszlovákiai Magyar Tudományos, Irodalmi és Művészeti Társaságnak egyik alapítója, majd főtitkára.
1918-tól publikált. Bár nem volt ellenzéki beállítottságú, írásaiban mégis objektíven elemezte a szlovákiai magyar oktatásügy helyzetét. Az 1920-as években a Néplap és a Magyar Iskola szerkesztője. A Magyar Figyelő felelős szerkesztője. Írásai jelentek meg a Tábortűzben is.
Lánya volt Szerényi Aglája Erzsébet (1912-2004) zenetanárnő, Duka Zólyomi Norbert felesége. Unokája volt Duka-Zólyomi Árpád fizikus, politikus.

## Művei
- 1928 Masaryk breviárium, avagy munkánk vezérfonala. Ungvár
- 1932 Tennivalók a falun (előadások, tsz. Jarnó József)
- 1934 Bene – Beňa – A község jelene és múltja (szociográfiai tanulmány, tsz. Mónus Gyula).
- 1934 A csehszlovákiai magyar tanítók almanachja. Bratislava.[3]
- Botanika – A középiskolák felső osztályai és a tanítóképzők részére (tsz. Bohuslav Rehák)